# بلونتسفيل
بلونتسفيل (بالإنجليزية: Blountsville)‏ هي مدينة أمريكية تقع في ولاية ألاباما.تبلغ مساحة هذه المدينة 14.2 (كم²)،ويبلغ عدد سكانها 7330 نسمة حسب إحصاء سنة 2010 م.تشير الإحصاءات بأن الكثافة السكانية في هذه المدينة تقدر بـ(124.5) نسمة/كم2.

## التركيبة السكانية
حدّد مكتب تعداد الولايات المتحدة بيانات التركيبة السكانية لبلونتسفيل في تعداد الولايات المتحدة. في ما يلي، التركيبة السكانية حسب تعدادي 2000 و2010.

### تعداد عام 2000
بلغ عدد سكان بلونتسفيل 1,768 نسمة بحسب تعداد عام 2000، وبلغ عدد الأسر 743 أسرة وعدد العائلات 479 عائلة مقيمة في البلدة. في حين سجلت الكثافة السكانية 124.3 نسمة لكل كيلومتر مربع (321.9/ميل2). وبلغ عدد الوحدات السكنية 853 وحدة بمتوسط كثافة قدره 60 لكل كيلومتر مربع (155.4/ميل2).
وتوزع التركيب العرقي للبلدة بنسبة 89.54% من البيض و0.79% من الأمريكيين الأصليين و0.28% من الأمريكيين ذوي الأصول الآسيوية و0.11% من سكان جزر المحيط الهادئ و8.20% من الأعراق الأخرى و1.07% من عرقين مختلطين أو أكثر و16.18% من الهسبانيون أو اللاتينيون من أي عرق.
بلغ عدد الأسر 743 أسرة كانت نسبة 34.1% منها لديها أطفال تحت سن الثامنة عشر تعيش معهم، وبلغت نسبة الأزواج القاطنين مع بعضهم البعض 47.8% من أصل المجموع الكلي للأسر، ونسبة 12% من الأسر كان لديها معيلات من الإناث دون وجود شريك، بينما كانت نسبة 4.7% من الأسر لديها معيلون من الذكور دون وجود شريكة وكانت نسبة 35.5% من غير العائلات. تألفت نسبة 31.2% من أصل جميع الأسر من عدة أفراد يعيشون في نفس المنزل ونسبة 16.7% كانت تتألف من شخص يعيش بمفرده يبلغ من العمر 65 عاماً أو أكثر. وبلغ متوسط حجم الأسرة المعيشية 2.38، أما متوسط حجم العائلات فبلغ 2.97.
بلغ العمر الوسطي للسكان 36.9 عاماً. وكانت نسبة 24.8% من القاطنين تحت سن الثامنة عشر، وكانت نسبة 9.8% بين الثامنة عشر والرابعة والعشرين عاماً، ونسبة 27% كانت واقعةً في الفئة العمرية ما بين الخامسة والعشرين والرابعة والأربعين عاماً، ونسبة 21.9% كانت ما بين الخامسة والأربعين والرابعة والستين، ونسبة 16.5% كانت ضمن فئة الخامسة والستين عاماً فما فوق. يوجد لكل 100 أنثى 95.4 ذكر، ويوجد لكل 100 أنثى في الثامنة عشر من عمرها فما فوق 88.2 ذكر.
بلغ متوسط دخل الأسرة في البلدة 24,432 دولارًا، أما متوسط دخل العائلة فبلغ 34,050 دولارًا. وكان متوسط دخل الذكور 27,847 دولارًا مقابل 18,869 دولارًا للإناث. وسجل دخل الفرد الخاص بالبلدة 13,426 دولارًا. وكانت نسبة 19.3% من العائلات ونسبة 25.5% من السكان تحت خط الفقر، وكان من هؤلاء نسبة 30.9% تحت سن الثامنة عشر ونسبة 28.8% في الخامسة والستين من العمر وما فوق.

### تعداد عام 2010
بلغ عدد سكان بلونتسفيل 1,684 نسمة بحسب تعداد عام 2010، وبلغ عدد الأسر 654 أسرة وعدد العائلات 439 عائلة مقيمة في البلدة. في حين سجلت الكثافة السكانية 118.4 نسمة لكل كيلومتر مربع (306.7/ميل2). وبلغ عدد الوحدات السكنية 791 وحدة بمتوسط كثافة قدره 55.6 لكل كيلومتر مربع (144.0/ميل2).
وتوزع التركيب العرقي للبلدة بنسبة 87.29% من البيض و0.65% من الأمريكيين الأفارقة و0.95% من الأمريكيين الأصليين و0.36% من الأمريكيين ذوي الأصول الآسيوية و0.89% من سكان جزر المحيط الهادئ و8.85% من الأعراق الأخرى و1.01% من عرقين مختلطين أو أكثر و15.26% من الهسبانيون أو اللاتينيون من أي عرق.
بلغ عدد الأسر 654 أسرة كانت نسبة 36.1% منها لديها أطفال تحت سن الثامنة عشر تعيش معهم، وبلغت نسبة الأزواج القاطنين مع بعضهم البعض 48% من أصل المجموع الكلي للأسر، ونسبة 14.1% من الأسر كان لديها معيلات من الإناث دون وجود شريك، بينما كانت نسبة 5% من الأسر لديها معيلون من الذكور دون وجود شريكة وكانت نسبة 32.9% من غير العائلات. تألفت نسبة 29.2% من أصل جميع الأسر من عدة أفراد يعيشون في نفس المنزل ونسبة 14.8% كانت تتألف من شخص يعيش بمفرده يبلغ من العمر 65 عاماً أو أكثر. وبلغ متوسط حجم الأسرة المعيشية 2.57، أما متوسط حجم العائلات فبلغ 3.16.
بلغ العمر الوسطي للسكان 37.6 عاماً. وكانت نسبة 25.8% من القاطنين تحت سن الثامنة عشر، وكانت نسبة 9.6% بين الثامنة عشر والرابعة والعشرين عاماً، ونسبة 25.4% كانت واقعةً في الفئة العمرية ما بين الخامسة والعشرين والرابعة والأربعين عاماً، ونسبة 24.5% كانت ما بين الخامسة والأربعين والرابعة والستين، ونسبة 14.7% كانت ضمن فئة الخامسة والستين عاماً فما فوق. وتوزع التركيب الجنسي للسكان بنسبة 48.6% ذكور و51.4% إناث.